# Список правителей Куша

## Список царейКуша
- Пианхи (ок. 1070 - 1050)
- Пайнутен I, сын (ок. 1050 - 1040)
- Масахарта, сын (ок. 1040 - 1030)
- Менхеперра, брат (ок. 1030 - 991)
- Несубанебджед, сын (ок. 991 - 987)
- Пайнутен II, сын (ок. 987 - 980)
- Себи (ок. 980 - 970)
- Рокеамон (ок. 970 - 950)
- Асеркамон I, сын (ок. 950 - 930)
- Аменхотеп, сын (ок. 930 - 880)
- Рамсес, сын (ок. 880 - 855)
- Асеркамон II (ок. 855 - 815)
- неизв. (ок. 815 - 780)
- Шабака I (ок. 780)
- Алара (785 до н. э.—760 до н. э.)
- Кашта (греч. Ксет) (760 до н. э. − 752 до н. э.)
- Пианхи (Пи Сенеферра) (752 — 717 до н. э.)
- Шабака (Неферкара) (717 — 703 до н. э.)
- Шабатака (Джедкаура) (703 — 690 до н. э.)
- Тахарка (Нефертумхура, Тыргака) (690 — 664 до н. э.)
- Тануатамон (Танутамани Бакара, Тальтамон) (664 — 656 до н. э.)
- Атланерса (656 до н. э.—643 до н. э.)
- Сенкаманискен (643 до н. э.—623 до н. э.)
- Анламани (623 до н. э.—593 до н. э.)
- Аспелта (593 до н. э.—563 до н. э.)
- Аматалка (563 до н. э.—555 до н. э.)
- Меленакен (555 до н. э.—542 до н. э.)
- Аналмаи (542 до н. э.—538 до н. э.)
- Аманинатакилебте (538 до н. э.—519 до н. э.)
- Каркамани (519 до н. э.—510 до н. э.)
- Аманиастабарка (510 до н. э.—487 до н. э.)
- Сиаспика (487 до н. э.—468 до н. э.)
- Насахма (468 до н. э.—463 до н. э.)
- Малиевиебамани (463 до н. э.—435 до н. э.)
- Талакамани (435 до н. э.—431 до н. э.)
- Аманинетеиерике (431 до н. э.—405 до н. э.)
- Баскакерен (405 до н. э.—404 до н. э.)
- Горсиотеф (404 до н. э.—369 до н. э.)
- ? (369 до н. э.—350 до н. э.)
- Ахратан (350 до н. э.—335 до н. э.)
- Настасен (335 до н. э.—310 до н. э.)
- Актисанес
- Ариамани
- Каш…
- Ири-Пийеко (он же Пианки-иерике-ка)
- Сабракамани
- Аркамон (—?)
- Аманисло
- Бартара (?—275 до н. э.)
- Аманитека (275 до н. э.—?)
- Арнекамани
- Аркаман
- Адикаламани
- Шанакдакете (180 до н. э.—170 до н. э.)
- Накринсан
- Танийдамани (120 до н. э.—100 до н. э.)
- Навидемак (70 до н. э.—60 до н. э.)
- Аманихабале (60 до н. э.—45 до н. э.)
- Теритекас (40 до н. э.—26 до н. э.)
- Аманирена (26 до н. э.—18 до н. э.)
- Акинидад (18 до н. э.—12 до н. э.)
- Аманишакете (12 до н. э.—2 до н. э.)
- Нетакамани (2 до н. э.—23)
- Шеракарер (23—28)
- Писакар (28—37)
- Аманитаракиде (37—47)
- Аманитенмемиде (47—62)
- Аманикаташан (62—85)
- Терикенивал (85—103)
- Аманихалика (103—108)
- Аритениесбехе (108—132)
- Акракамани (132—137)
- Адекетали (137—146)
- Такидеамани (146—165)
- ? (165—184)
- ? (184—194)
- Теритедахатей (194—209)
- Ариесбехе (209—228)
- Теритниде (228—246)
- Аретниде (246)
- Текеридеамани (246—266)
- Тамелердеамани (266—286)
- Иесбехеамани (286—306)
- Лахидеамани (306—314)
- Малекеребар (314—329)
- Акедакетивал (329—340)
- ? (340—350)